# دورة فرنسا المفتوحة 2007
قائمة بطولات دورة رولان غاروس لعام 2007:

## الكبار

### فردي رجال
رفائيل نادال هزم  روجيه فيدرير, النتيجة:6-3, 4-6, 6-3, 6-4

### فردي سيدات
جوستين هنين هزمت  أنا إيفانوفيتش, النتيجة:6-1, 6-2

### زوجي رجال
مارك نوليس و دانيل نيستور هزما  لوكاس دلوهني و بافل فايزنر, النتيجة:2-6, 6-3, 6-4

### زوجي سيدات
أليشيا موليك و سانتانغيلو هزمتا  كاترينا سريبوتنيك و أي سوغايما, النتيجة:7-6 (5), 6-4

### زوجي مختلط
ناتالي ديتشي و أندي رام هزما  كاترينا سريبوتنيك و نيناد زايمونتشك, النتيجة:7-5, 6-3

## الشباب

### فردي أولاد
فلاديمير أيجناتك هزم  جريج جونز, النتيجة:6-3, 6-4

### فردي بنات
ألايزي كورنيت هزمت  ماريانا دوك مارينو, النتيجة:4-6, 6-1, 6-0

### زوجي أولاد
توماس فابيانو و أندريه كراتشينيا هزما  كيلين دامايكو و جوناثن إيثاريك, النتيجة:6-4, 6-0

### زوجي بنات
كاسينا ميليكسوفا و أورزولا راودوانسكا  هزمتا  سورانا كيرستي و أليكسا غلاتش, النتيجة:6-1, 6-4